# Finlay Bealham
Finlay Harry Bealham (Canberra, 9 ottobre 1991) è un rugbista a 15 australiano, internazionale per l'Irlanda, che gioca come pilone nel Connacht.

## Biografia
Nativo di Canberra, Bealham si formò come rugbista presso il locale St Edmund's College. Nel 2010, dopo non essere riuscito ad entrare nell'accademia dei Brumbies, si trasferì in Irlanda nel settore giovanile dell'Ulster. Passato solo un anno, si spostò nuovamente presso l'accademia del Connacht, franchigia con cui, nel 2014, fece il suo esordio professionistico nel Pro12. Nella stagione successiva debuttò anche nelle coppe europee disputando l'European Rugby Challenge Cup 2014-2015. Fu uno dei protagonisti nella vittoria del Pro12 2015-2016, venendo inserito nel dream team del torneo. Nel corso del Pro14 2017-2018 ottenne la centesima presenza in tutte le competizioni per il Connacht. Al termine dello United Rugby Championship 2022-2023 fu nominato una seconda volta nella formazione ideale del campionato nel ruolo di pilone destro.
A livello internazionale, Bealham rappresentò la selezione scolastica australiana nel corso del suo tour del 2009. Eleggibile per l'Irlanda per via della nonna materna, nativa di Enniskillen, prese parte al Campionato mondiale giovanile di rugby 2011 con la maglia della nazionale irlandese di categoria. Nel 2015 vinse la Tbilisi Cup con la Nazionale A dell'Irlanda. Inserito nella squadra per disputare il Sei Nazioni 2016 in sostituzione dell'infortunato Marty Moore, fece il suo debutto con la selezione irlandese contro l'Italia nella penultima giornata del torneo. Nonostante avesse accumulato solo otto presenze, di cui due da titolare, e fosse assente dalla nazionale da quasi un anno, il ct Joe Schmidt lo inserì nella squadra per preparare la Coppa del Mondo di rugby 2019, ma non risultò nei convocati finali. Successivamente prese parte al Sei Nazioni 2020 ed alla Autumn Nations Cup. Segnò la sua prima meta internazionale contro il Giappone nel luglio 2021. Impiegato con sempre maggiore costanza, fece parte della formazione che si aggiudicò il Sei Nazioni 2023 conseguendo il Grande Slam.
Bealham può vantare una presenza con il prestigioso club ad inviti dei Barbarians, ottenuta nella sfida contro una selezione inglese nel giugno 2019.

## Palmarès
- Pro12: 1
Connacht: 2015-16